# 拉瓦夫尔
拉瓦夫尔（法語：La Voivre，法語發音：[la vwavʁ] ⓘ）是法国大東部大區孚日省的一个市镇，属于孚日圣迪耶区。

## 地理
拉瓦夫尔（48°20'0"N, 6°53'59"E）面积5.86 平方千米，位于法国大東部大區孚日省，该省份为法国东北部内陆省份，北起默兹省和默尔特-摩泽尔省，西接上马恩省，南至上索恩省和贝尔福地区省，东临上莱茵省和下莱茵省。
与拉瓦夫尔接壤的市镇（或旧市镇、城区）包括：穆瓦延穆捷、埃蒂瓦勒-克莱尔方丹、于尔巴什、农帕特利兹、孚日圣迪耶、默尔特河畔圣米歇尔。

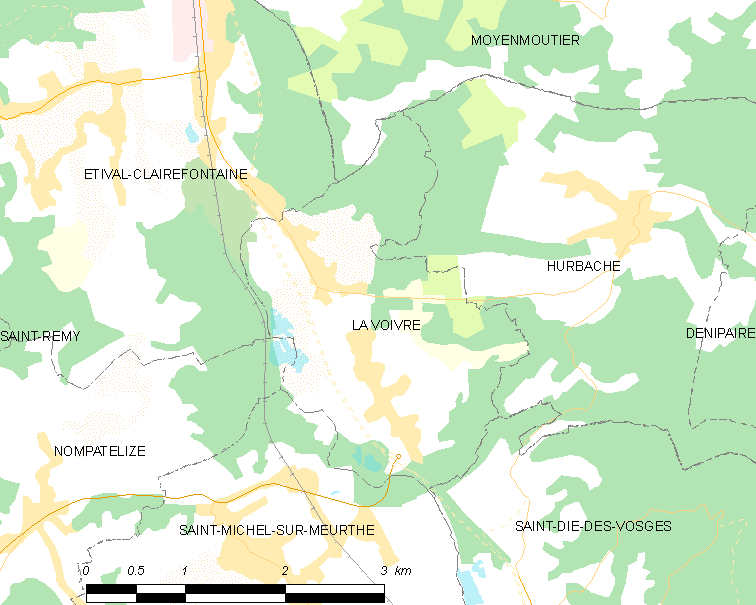
拉瓦夫尔的OSM定位图

拉瓦夫尔的时区为UTC+01:00、UTC+02:00（夏令时）。

## 行政
拉瓦夫尔的邮政编码为88470，INSEE市镇编码为88519。

## 政治
拉瓦夫尔所属的省级选区为孚日圣迪耶第一县。

## 人口

1962-2008年间拉瓦夫尔人口变化图示

拉瓦夫尔于2022年1月1日时的人口数量为656人。